# Gran sello del estado de Ohio
El gran sello del estado de Ohio es la insignia oficial del estado estadounidense de Ohio. Todas las oficinas gubernamentales, agencias y tribunales de Ohio utilizan variaciones del sello estatal. Su característica principal es un escudo de armas circular que representa un amanecer en Chillicothe, la primera capital de Ohio, junto con símbolos de los orígenes del estado. El sello a veces aparece con el lema del estado, "Con Dios, todo es posible" (en inglés: With God, All Things Are Possible).
Poco después de su creación en 1803, el estado adoptó un sello basado en un boceto del Secretario de Estado William Creighton Jr. Excepto por un breve período durante la década de 1860, el diseño y los detalles se dejaron en gran medida sin regular hasta que se introdujo un escudo de armas estandarizado, basado en el diseño original, en 1967. El escudo de armas se modificó más recientemente en 1996.
Cada uno de los 88 condados de Ohio mantiene su propio sello oficial basado en el sello del estado.

## Diseño
El diseño del Gran Sello del Estado de Ohio se define en la sección 5.10 del Código Revisado de Ohio:

El gran sello del estado tendrá dos pulgadas y media de diámetro y consistirá en el escudo de armas del estado dentro de un círculo de una pulgada y tres cuartos de diámetro, rodeado por las palabras "EL GRAN SELLO DEL ESTADO DE OHIO" en mayúsculas news gothic.
Código de revisión de Ohio §5.10

El escudo de armas del estado constará del siguiente dispositivo: un escudo circular; en el primer plano derecho del escudo, una gavilla de trigo atada y erecta; en el primer plano izquierdo, un grupo de diecisiete flechas atadas en el centro y que se asemejan en forma a una gavilla de trigo; en el fondo, una representación del monte Logan, condado de Ross, Ohio, visto desde el monumento estatal de Adena; sobre el monte, un sol naciente expuesto en tres cuartas partes e irradiando trece rayos para representar las trece colonias originales que brillan sobre el primer estado en el territorio del noroeste, cuyos rayos forman un semicírculo en sus extremos exteriores; y uniendo el fondo y el primer plano, una representación del río Scioto y los campos cultivados.

El escudo de armas del estado deberá corresponder sustancialmente con el siguiente diseño:
[...]

Cuando el escudo de armas del estado se reproduzca en color, los colores utilizados deberán ser sustancialmente iguales al color natural del terreno y de los objetos representados.
Código de revisión de Ohio §5.04

Las colinas que se muestran en el sello están administradas por el Departamento de Recursos Naturales como Parque Estatal Great Seal.

## Escudos históricos

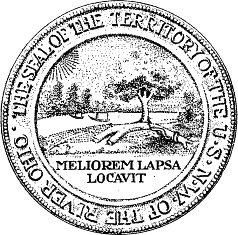
Gran sello del Territorio Noroeste del Río Ohio (1787-1803)
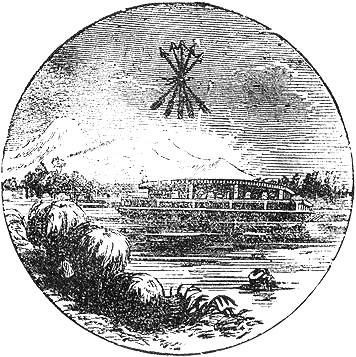
Escudo de armas extraoficial de 1840, con un barco del canal
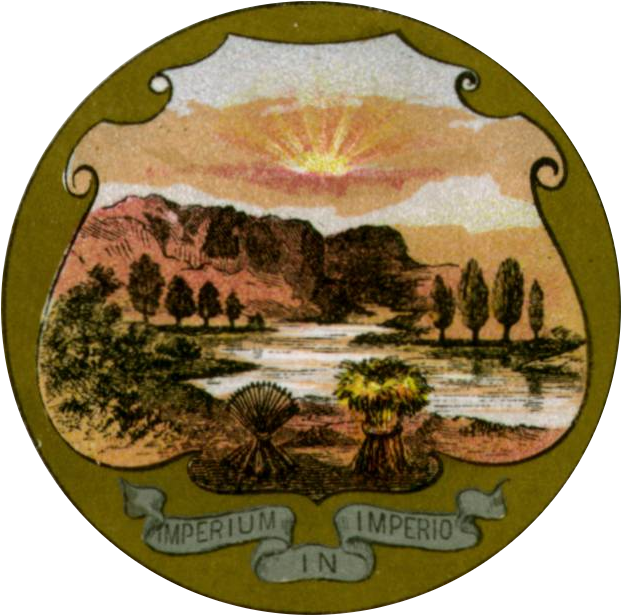
Escudo de armas de 1866 con el lema Imperium in imperio (Estado dentro de un Estado)
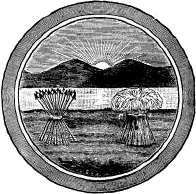
Escudo de armas de 1868, que terminó con el lema controversial
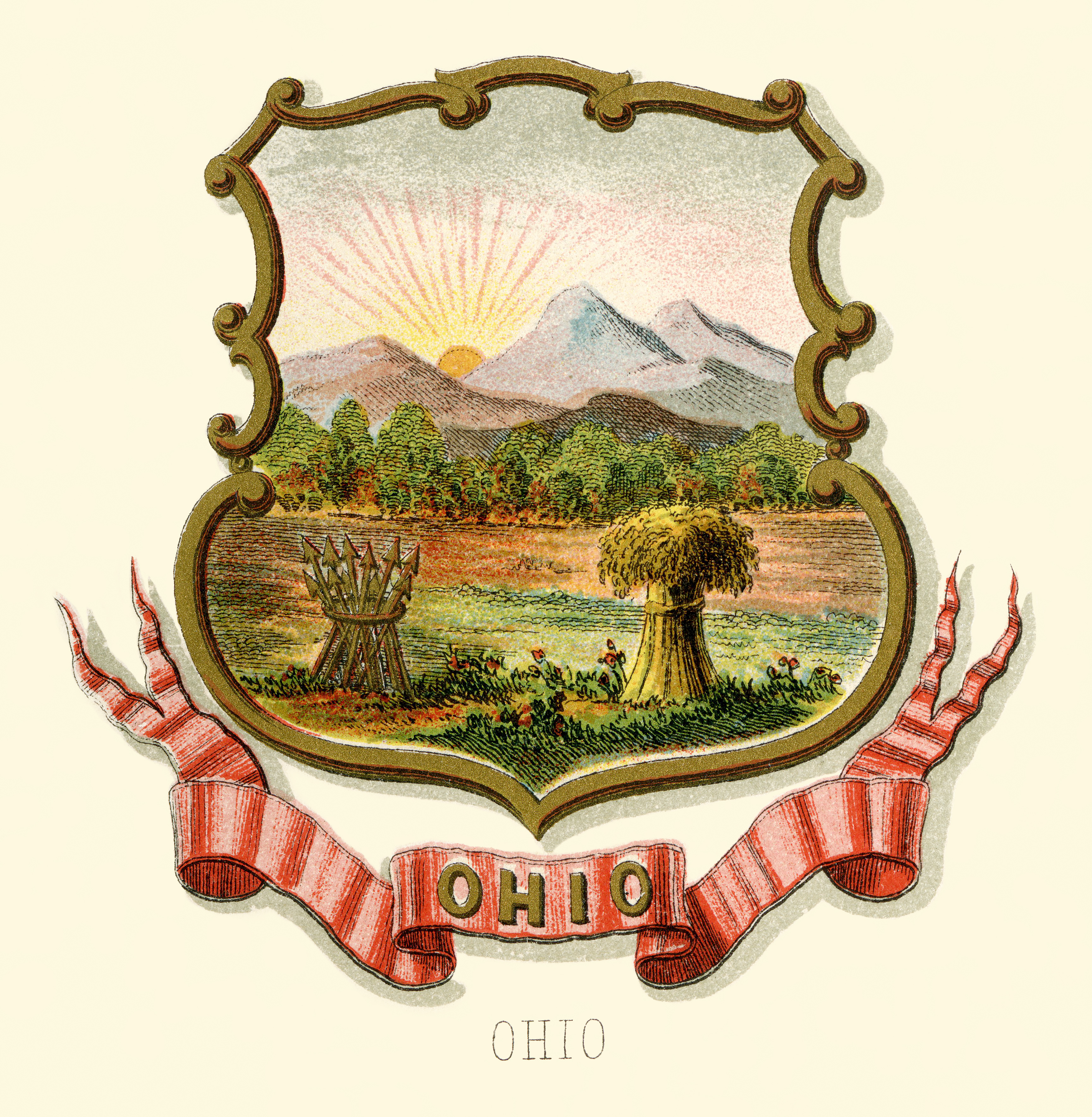
Escudo de armas del estado de Ohio (ilustradado, 1876)
Gran sello de Ohio (1967-1996)

## Sellos del Gobierno de Ohio

Sello de armas del Gobernador de Ohio
Sello de armas del Vicegobernador de Ohio
Sello de armas de la Cámara de Representantes de Ohio
Sello de armas del Senado de Ohio
Sello de armas del Presidente del Senado de Ohio
Sello de armas de la Corte Suprema de Ohio
Sello de armas de la Secretaría de Estado de Ohio
Sello de armas del Procurador General de Ohio
Sello de armas del Tesorero Estatal de Ohio
Sello de armas del Auditor Estatal de Ohio
Sello de armas del Inspector General de Ohio
Sello de armas de la Agencia de Vehículos Motorizados de Ohio
Sello de armas del Departamento de Agricultura de Ohio
Sello de armas del Departamento de Comercio de Ohio
Sello de armas del Departamento de Impuestos de Ohio
Sello de armas de la Comisión de Asuntos Hispanos y Latinos de Ohio
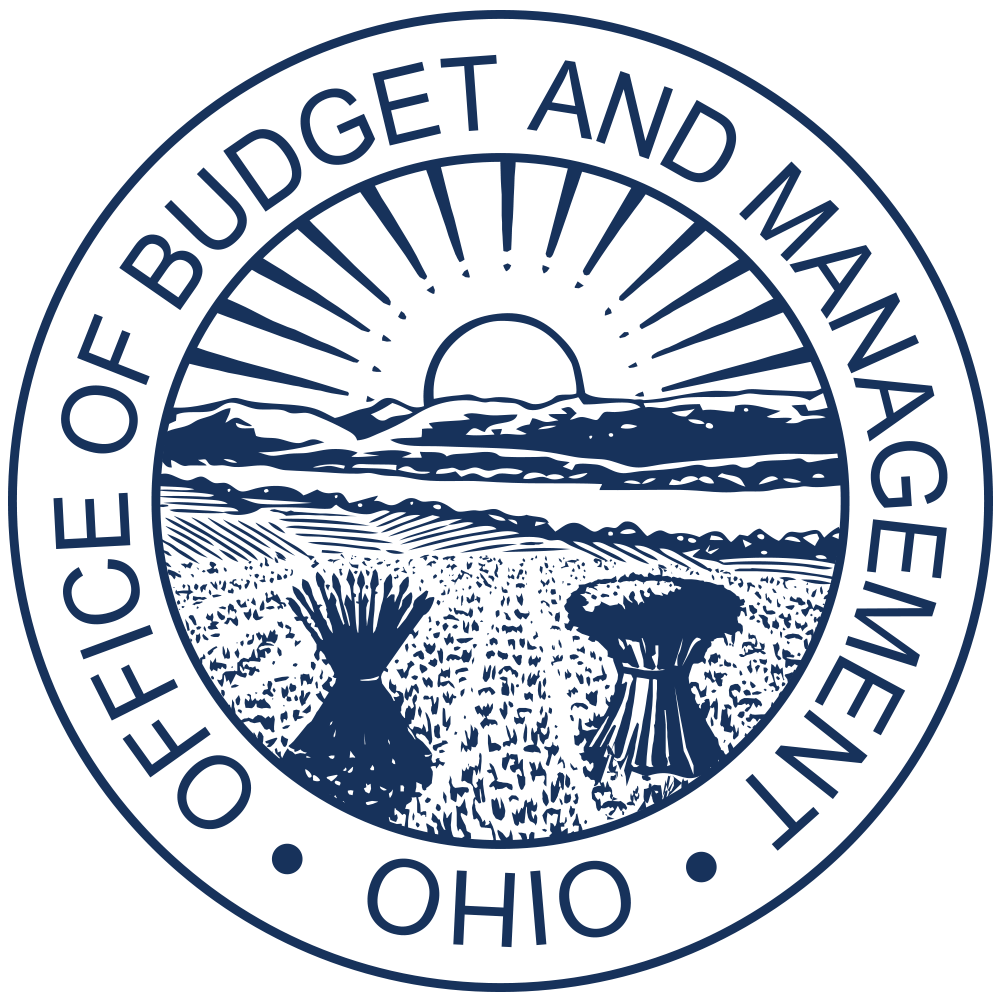
Sello de armas de la Oficina de Presupuesto y Gerencia de Ohio
Sello de armas de la Comisión de Elecciones de Ohio
Sello de armas de la Comisión de Ética de Ohio
Sello de armas de la Comisión de Derechos Civiles de Ohio
Sello de armas del Consejo de Consumidores de Ohio
Sello de armas del Defensor Público de Ohio
Sello de armas de la Junta Médica de Ohio
Emblema del Departamento de Transporte de Ohio
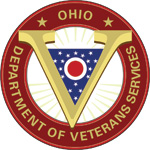
Emblema del Departamento de Servicios para Veteranos de Ohio

## Otros usos

Sello de armas de la Ciudad de Hubbard
Sello de armas de la Ciudad de Portsmouth
Sello de armas de la Ciudad de Youngstown
Sello de armas de la Asociación de Auditores del Condado de Ohio
Sello de armas de la Asociación de Tesoreros del Condado de Ohio
Sello de armas del Condado de Adams
Sello de armas de la Secretaría del Tribunal de Primera Instancia del Condado de Ashland
Sello de armas del Auditor del Condado de Ashtabula
Sello de armas del Secretario de los Tribunales del Condado de Clermont
Sello de armas del Condado de Columbiana
Sello de armas del Auditor del Condado de Columbiana
Sello de armas de la Junta de Comisionados del Condado de Columbiana
Sello de armas de la Junta Electoral del Condado de Columbiana
Sello de armas de la Corte del Condado de Columbiana
Sello de armas del Registrador del Condado de Columbiana
Sello de armas del Tesorero del Condado de Columbiana
Sello de armas del Tribunal de Primera Instancia del Condado de Columbiana
Sello de armas del Condado de Fairfield
Sello de armas del Condado de Franklin
Sello de armas del Secretario de las Cortes del Condado de Franklin
Sello de armas del Tesorero del Condado de Franklin
Sello de armas del Condado de Guernsey
Sello de armas del Condado de Hamilton
Sello de armas del Condado de Hancock
Sello de armas del Auditor del Condado de Hancock
Sello de armas del Condado de Highland
Sello de armas del Condado de Mahoning
Sello de armas del Condado de Ross
Sello de armas del Condado de Warren
Sello de armas del Condado de Clinton